# Grisabanan
Grisabanan är den lokala benämningen för den industrijärnväg som tidigare gick mellan Björkeröds stenbrott öster om Glimåkra över stenbrottet i Hägghult till Lönsboda.
Den 15 kilometer långa Grisabanan användes för att frakta block av diabas från A.K. Fernströms Granitindustriers på 1890-talet öppnade anläggning i Stora Björkeröd över Hägghult till järnvägsstationen i Lönsboda vid den 1901 öppnade Sölvesborg–Olofström–Älmhults Järnväg. Benämningen Grisabanan kom sig av att banans första ånglok hade en gäll ångvisselsignal och därför kallades "Hägghultsgrisen".
Grisabanan byggdes 1905 med en spårvidd av (troligen) 800 millimeter. I samband med att ett nytt starkare ånglok anskaffades 1908, justerades spårvidden ner något . 
Banan var i drift till 1934, varefter spåren revs upp. Banvallen har sedan till delar använts som skogsbilväg, som en etapp av vandringsleden Breanäsleden (en sidoled till Skåneledens Kust-till-kustled) och närmast Lönsboda till ett motionsspår.
Banans första ånglok drog tre vagnar med vardera tre-fyra kubikmeter diabasblock per vagn. Det andra loket drog fem vagnar.